# Nectoneanthes oxypoda
Nectoneanthes oxypoda is een borstelworm uit de familie Nereididae. De wetenschappelijke naam van de soort werd in 1879 als Nereis oxypoda gepubliceerd door Emil von Marenzeller.

## Synoniemen
- Nereis legeri Gravier & Dantan, 1934
- Nereis singularis Wesenberg-Lund, 1949
- Nereis alatopalpis Wesenberg-Lund, 1949
- Nectoneanthes latipoda Paik, 1973
- Nectoneanthes multignatha Wu, Sun & Yang, 1981
- Nectoneanthes donghaiensis He, 1987